# Râpa dracului
Râpa dracului este un film românesc din 1957 regizat de Jean Mihail după un scenariu de Dragoș Vicol. Rolurile principale au fost interpretate de actorii Toma Dimitriu, Nicolae Mavrodin, Titus Lapteș, Dana Comnea.

## Prezentare
Filmul, cu scenariu de Dragoș Vicol, prezintă un conflict sentimental cu o țărancă tânără care fuge de acasă în noaptea nunții și sosește pe un șantier forestier din munții Bucovinei unde se formează în motoristă și pădurar. În același timp, chiaburul părăsit la nuntă nu renunță la nevasta tânără. Conflictul de clasă prezintă sabotaje, acțiuni criminale și planuri diabolice ale chiaburului în recâștigarea nevestei.

## Distribuție
Distribuția filmului este alcătuită din:
- Ion Pella
- Gheorghe Soare
- Haralambie Polizu
- Gheorghe Iorgulescu
- Nicolae Mavrodin — Tudor Badale
- Dan Nicolae
- Constantin Ramadan — Moș Biga
- Toma Dimitriu — Florinte Damian
- Florin Stroe
- Ștefan Ciobotărașu — Manolache
- Alexandru Alger
- George Demetru
- Ion Porsilă — Vlăjganul
- Titus Lapteș — Grigore Bălțat
- Dana Comnea — Anica
- Constantin Țăpîrdea

## Primire
Filmul a fost vizionat de 1.521.776 de spectatori în cinematografele din România, după cum atestă o situație a numărului de spectatori înregistrat de filmele românești de la data premierei și până la data de 31 decembrie 2014 alcătuită de Centrul Național al Cinematografiei.